# Коцюмбас Ігор Ярославович
Коцюмбас Ігор Ярославович — доктор ветеринарних наук, професор, академік Національної академії аграрних наук України, Заслужений діяч науки і техніки України, володар титулу «Doctor honoris causa», кавалер ордена «За заслуги» ІІІ ступеня.  Директор ДНДКІ ветпрепаратів та кормових добавок.
Народився 10 травня 1953 р. у м. Львові. У 1960 р. пішов до школи у с. Новий Яричів, а у 1967 р., у зв’язку з переїздом батьків, перевівся у Ставчанську середню школу, яку закінчив у 1970 р. Після закінчення Інституту, з 1975 р. по 1981 р. працював старшим інженером Львівського відділення Інституту біохімії імені О. Палладіна.
У 1981 р. поступив до аспірантури Науково-дослідного інституту землеробства і тваринництва західних районів УРСР на заочну форму навчання та одночасно працював старшим лаборантом лабораторії комбікормів цього ж Інституту. Після закінчення аспірантури з 1985 р. по травень 1987 р. працював молодшим науковим співробітником. У травні 1987 р. перейшов на роботу у Західно-Українську зональну науково-контрольну лабораторію на посаду молодшого наукового співробітника. З 1989 р. переведений на посаду вченого секретаря, а з 1991 р. – переведений на посаду заступника директора з наукової роботи ДНДКІ ветпрепаратів та кормових добавок. З 12 березня 2004 року по даний час є директором цього Інституту.
У 1985 році у Львівському зооветеринарному інституті захистив кандидатську дисертацію на тему: «Показатели обмена хромопротеидов и углеводов в организме бычков при использовании кормов из многолетнего алкалоидного люпина».
У 2001 році в Інституті експериментальної і клінічної ветеринарної медицини НААН захистив докторську дисертацію на тему: „Система токсикологічного контролю засобів захисту тварин та кормових добавок”. Учене звання професора присвоєно у 2005 р. Обраний членом-кореспондентом у 2007 році та дійсним членом (академіком) Національної Академії Аграрних Наук України у 2016 році.

## Наукова діяльність
Ігор Ярославович Коцюмбас відомий учений в галузі ветеринарної фармакології, токсикології та контролю за якістю і безпечністю ветеринарних препаратів. Його наукова діяльність стосується розробки альтернативних методів фармакологічного контролю ветеринарних препаратів з використанням тест-систем. Ним уперше запропонована науково обґрунтована система фармакологічного контролю ветеринарних препаратів та кормових добавок, яка базується на вивченні фармакокінетики та фармакодинаміки гострої та хронічної токсичності, кумуляції, вивчення побічної дії, віддалених наслідків. Розроблена та науково обґрунтована система контролю якості та безпечності ветеринарних лікарських засобів, яка включає впровадження належної виробничої практики (GMP), система правил лабораторної практики (GLP) та встановлення (MRL) залишків ветеринарних препаратів у продуктах тваринного походження. Модифіковано та адаптовано ряд методик та методів вивчення токсикологічних параметрів, зокрема мутагенності, нешкідливості. Науково систематизовано загальні принципи, порядок і вимоги до визначення нешкідливості, а також розроблено нормативний документ (Національний стандарт), який регламентує основні положення. Проаналізовано та проведено  ряд порівняльних тестів і методик токсикологічного контролю для різних видів кормів та кормових добавок на лабораторних тваринах, рибах гуппі, інфузоріях, визначено позитивні та негативні сторони кожного методу.
За останні роки І. Я. Коцюмбас активно розвиває нові напрямки у ветеринарній медицині – вивчення та широке використання у ветеринарній медицині розчину натрію гіпохлориту, отриманого методом електролізу і препаратів на його основі. Серед перспективних напрямів досліджень – створення ветеринарних препаратів з використанням нанотехнологій, розроблення мікробіологічних методів контролю з використанням біосенсорів, визначення бактерійних ендотоксинів у стерильних ветеринарних лікарських засобах ЛАЛ-тестом тощо.
Наукову діяльність І. Я. Коцюмбас поєднує з педагогічною – є професором кафедри екології і біології Львівського національного аграрного університету, де веде лекційний курс з дисципліни «Токсикологія і радіоекологія» в Інституті післядипломного навчання, професор кафедри фармакології і токсикології, член спеціалізованої вченої ради для захисту дисертацій Д 35.826.03 у Львівському національному університеті ветеринарної медицини та біотехнологій імені С. З. Ґжицького. Член Європейської асоціації фармакологів та токсикологів, член Наглядової Ради, член науково-методичної ради та член колегії Державної служби України з питань безпечності харчових продуктів та захисту споживачів, голова секції фармацевтичних препаратів Державної фармакологічної комісії ветеринарної медицини, голова ТК 132 «Засоби захисту тварин, корми та кормові добавки», керівник Випробувального центру ветпрепаратів та кормових добавок.

## Видавнича діяльність
Будучи на посаді директора Інституту, І. Я. Коцюмбас у 2005 році, спільно з Інститутом біології тварин НААН України, започаткував видавництво друкованого органу, під назвою «Науково-технічний бюлетень Інституту біології тварин і ДНДКІ ветпрепаратів та кормових добавок», який входить до Переліку фахових видань ВАК України в галузі ветеринарних та сільськогосподарських наук, та є головним редактором цього видання.
Професор І.Я. Коцюмбас є членом редакційної ради науково-теоретичного журналу «Біологія тварин», науково-практичного журналу Товариства токсикологів України «Сучасні проблеми токсикології, харчової та хімічної безпеки», «Тваринництво сьогодні», «Свинарство України», а також в закордонного журналу «Pasze przemyslowe NR» (Республіка Польща) та міжнародного журналу антибіотики і пробіотики ISSN 2522-9427.
У науковому доробку професора І. Я. Коцюмбаса понад 450 наукових праць, у т. ч. 16 монографій, 17 навчально-методичних посібників, 73 методичних рекомендацій, одержав 30 патентів на винаходи, в т. ч. 3 міжнародних. Є розробником 13 ДСТУ та 25 СОУ.
Професором Коцюмбасом І.Я. організовано та проведено 7 Міжнародних науково-практичних конференцій «Ветеринарні препарати: розробка, контроль якості та застосування».

### Наукова школа «Фармако-токсикологічних досліджень ветеринарних засобів»
І. Я. Коцюмбас є фундатором наукової школи «Фармако-токсикологічних досліджень ветеринарних засобів». Під його керівництвом захищено 7 докторських та 10 кандидатських дисертацій. 
Відповідно до Закону України «Про ветеринарну медицину», на базі Інституту, професором І. Я. Коцюмбасом, було ініційоване створення Національного агентства з реєстрації ветеринарних препаратів та Національної референс-лабораторії щодо визначення залишків ветеринарних препаратів у продуктах тваринного походження та кормах. Розробляється і затверджується Положення про Колабораційний центр співробітництва МЕБ щодо безпеки продуктів тваринного походження.

## Законодавча робота
Академік НААН І. Я. Коцюмбас бере активну участь у підготовці та розробці проектів Законів України, рішень Уряду з питань ветеринарної медицини, зокрема: Закону України «Про ветеринарну медицину»; Закону України «Про безпечність та гігієну кормів»; Закону України «Про основні принципи та вимоги до безпечності та якості харчових продуктів»; Закон України «Про державний контроль за дотриманням законодавства про харчові продукти, корми, побічні продукти тваринного походження, здоров’я та благополуччя тварин  » та Програми виробництва ветеринарних лікарських засобів на основі сучасних технологій. br>

## Нагороди
За підготовку висококваліфікованої школи науковців, високу професійну майстерність, вагомий особистий внесок у розвиток ветеринарної науки, багатолітню сумлінну науково-організаційну працю, у 2003 році І. Я. Коцюмбас нагороджений трудовою відзнакою МАП України «Знак пошани», у 2008 р. – знаком МАП України «Відмінник аграрної освіти і науки» ІІІ ступеня та Почесною Грамотою Президії УААН, а у 2009 р. Отримав високе почесне вчене звання «Заслужений діяч науки і техніки України», а у 2013 р. нагороджений Почесною Грамотою Верховної Ради України «За заслуги перед Українським народом» та нагрудним знаком до неї. Свідченням високого визнання перед усією академічною спільнотою було присудження у 2014 р. професору І. Я. Коцюмбасу почесного титулу «Doctor honoris causa». Нагороджений орденом «За заслуги» ІІІ ступеня (2017), орден «Діамантова зірка «Взірець професіоналізму» (2018).
Кожен хто працює успішно, має право на суспільне визнання, без сумніву, за результатами моніторингу Інститут під керівництвом професора І. Я. Коцюмбаса, є успішною і сучасною науковою установою, затребуваною в суспільстві та галузі тваринництва.
Сьогодні Інститут, під керівництвом професора І. Я. Коцюмбаса, є однією з провідних наукових установ України і країн СНД з питань розробки, вдосконалення та стандартизації методів контролю ветеринарних лікарських засобів, кормів та кормових добавок. Тут створена одна із найсучасніших матеріально-технічних баз. Згідно з вимогами GLP повністю переобладнані профільні лабораторії, які акредитовані Національним агентством з акредитації України відповідно до вимог ДСТУ ISO/IEC17025–2001. Побудовані віварій для лабораторних тварин та клініка для продуктивних тварин, які відповідають міжнародним нормам утримання та розведення лабораторних тварин, свиней та птиці. Тут проводяться міжнародні доклінічні та клінічні випробування ветеринарних лікарських засобів. Клінічні дослідження генеричних лікарських засобів, в тому числі визначення біоеквівалентності, проводяться порівняльні досліджень терапевтичної ефективності, стосовно лікарських форм, для яких неможливе проведення досліджень з біоеквівалентності, вивчення біологічної доступності (біодоступності) лікарської речовини.
На базі Інституту проходять міжнародні стажування спеціалістів вищої кваліфікації з Польщі та Чехії.
За основним видом діяльності в Україні: «Дослідження і експериментальні розробки у сфері галузі природничих і технічних наук» Інститут у 2014 р. зайняв 40 місце (Срібло), а в 2015 році –– Золото та був нагороджений Національним дипломом «Лідер галузі». Наукові здобутки у 2016 році відзначено Почесною Грамотою Кабінету Міністрів України.